# Ligue nationale contre le cancer
 (septembre 2021).
La Ligue nationale contre le cancer est une association française qui a pour missions la prévention et la promotion des dépistages des cancers, l'accompagnement des personnes malades et des proches aidants, le soutien financier de la recherche publique dans tous les domaines touchant à la cancérologie ainsi que la défense des droits des personnes. Elle fonctionne sur un mode fédératif, avec une structure nationale et 103 comités départementaux (associations loi 1901), affiliés à la Ligue nationale.
Elle est créée le 14 mars 1918 par Justin Godart et reconnue d'utilité publique le 22 novembre 1920. La Ligue contre le cancer est le premier organisme non-gouvernemental français de financement de la recherche en oncologie.

## Histoire

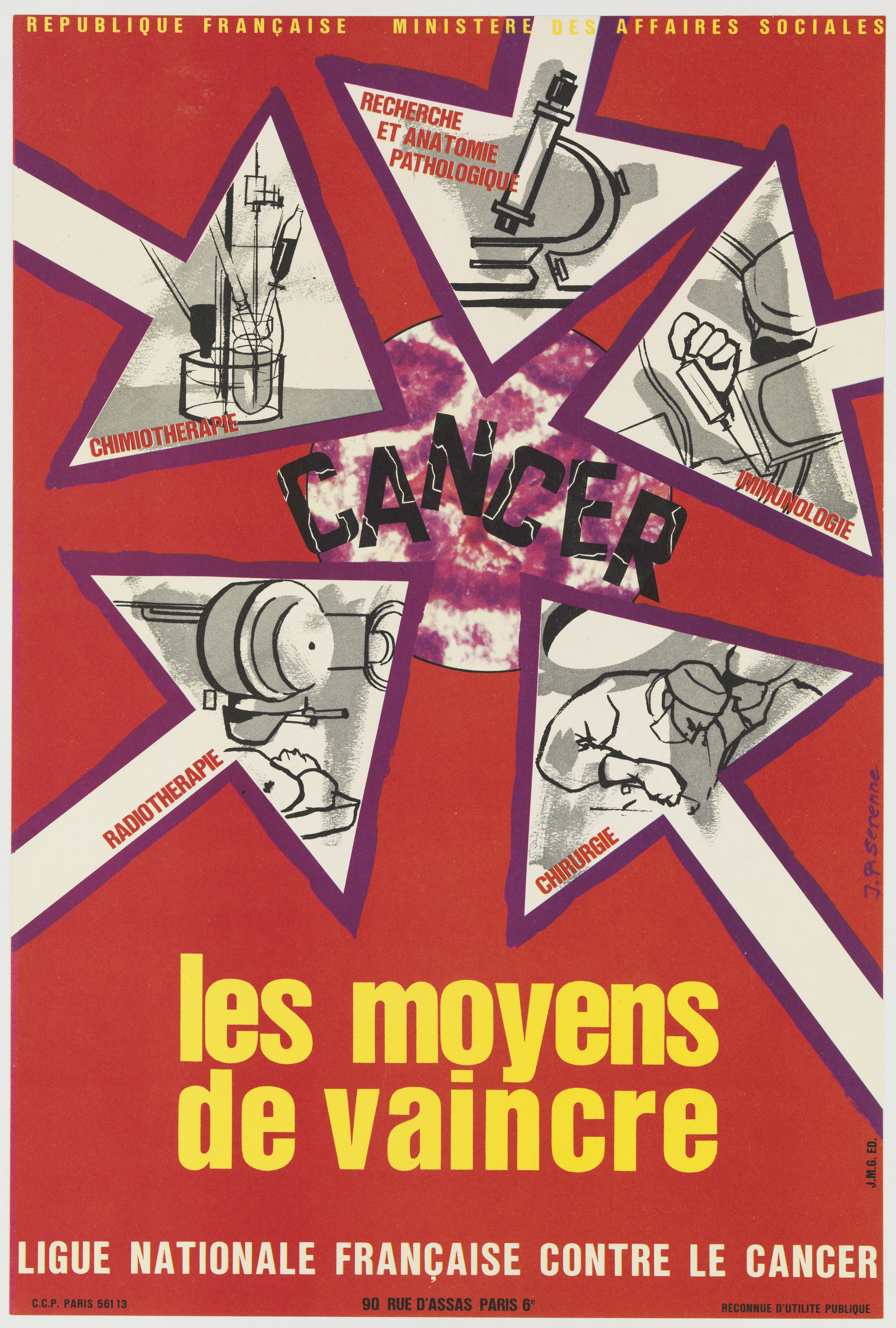
Ancienne affiche de la Ligue nationale contre le cancer

Justin Godart, après avoir été sous-secrétaire d’État à la Santé entre 1915 et 1918, fonde la Ligue franco-anglo-américaine contre le cancer le 14 mars 1918. L’association est reconnue d’utilité publique le 22 novembre 1920 et devient en 1927 la Ligue française contre le cancer. L’international reste un enjeu majeur pour Justin Godart qui crée dès 1933 l’Union internationale contre le cancer (UICC). À ses débuts, l’UICC fédère 43 pays, elle en rassemble aujourd’hui 160.
La Ligue contre le cancer déploie rapidement ses actions autour de quatre piliers : l’aide aux personnes malades, le soutien à la recherche, la prévention et la sensibilisation auprès des décideurs politiques.
Alors que le cancer émerge progressivement comme une préoccupation majeure, la prise en charge s’organise, notamment par la création des centres de lutte contre le cancer à partir des années 1920. Avec la réforme de 1945 faisant de l’hôpital un service public, l’accès de tous aux soins devient une réalité, et la Ligue contre le cancer voit aboutir un combat mené de longue date. Ces centres accueillent sans condition toute personne nécessitant des soins. De nouveaux traitements apparaissent, radiothérapie puis chimiothérapie, dont les résultats sur certaines pathologies sont encourageants.
En 1950, les comités départementaux sont autorisés à organiser des quêtes sur la voie publique, ce qui permet d’augmenter petit à petit les ressources et de structurer la collecte à l’échelle nationale. Un réseau de quêteurs s’organise, faisant apparaître un nouveau type de militant, le responsable de la quête, chargé d’organiser la collecte de fonds, de former des quêteurs et de réfléchir à la communication.
La Ligue contre le cancer, dont l’action auprès des personnes malades reposait notamment sur la mobilisation de « dames visiteuses » issues de la bonne société, professionnalise cette mission grâce à des infirmières et assistantes sociales.
Dans les années 1960, avec la grande réforme Debré qui instaure les Centres Hospitalo-Universitaires (CHU), la lutte contre le cancer se modernise : nomenclature des cancers, développement de la chimiothérapie anticancéreuse, évaluation des thérapeutiques, émergence des études épidémiologiques, structuration de la recherche à l’échelle européenne, utilisation des scanners et de l’IRM pour mieux localiser et mieux définir les tumeurs, etc. La Ligue contre le cancer continue d’innover dans chacune de ses missions, par exemple en créant un service d’hospitalisation à domicile qui connaît rapidement du succès.
C’est également à cette époque que se crée l’ARC (Association pour la recherche sur le cancer), qui va concentrer son action sur la recherche, ainsi que d’autres associations de patients organisées par type de cancers (œsophage, sein, etc.). Cette concurrence et l’apparition du sida, dont les associations de malades sont très médiatisées, éclipsent parfois les combats de la Ligue. En 1991, la Ligue adhère au comité de la Charte de déontologie des organisations sociales et humanistes faisant appel à la générosité du public, qui certifie que l’argent collecté est dûment employé pour lutter contre le cancer. Le scandale de l’ARC en 1995 est une épreuve pour tout le secteur non-profit, notamment pour la Ligue contre le cancer qui perd en un an cent mille adhérents. La transparence de la Ligue et sa solide implantation locale à travers ses 103 comités départementaux, lui permettent toutefois de résister.
En 1998, la Ligue contre le cancer rassemble les personnes malades atteintes de cancer lors des premiers États généraux. Elle est alors reconnue comme le porte-parole des malades atteints de cancer. Les « patients experts » seront associés par l’association à la préparation du premier Plan cancer. En 2002, la loi relative aux droits des malades entre en vigueur, reprenant la plupart des revendications des États généraux de 1998. Des états généraux des personnes atteintes de cancer et de leurs proches sont organisés en 2000 et 2004, le premier Plan cancer est lancé en 2003 par Jacques Chirac qui fait de la lutte contre le cancer l’une des priorités de son mandat. Une des mesures phares de ce plan est le dispositif d’annonce de la maladie. En 2005, l’Institut national du cancer (INCa) est créé pour coordonner et fédérer avec les associations, l’ensemble des acteurs de la lutte contre le cancer. Le positionnement de la Ligue comme acteur du développement d’une politique publique en matière de lutte contre le cancer et son rôle dans l’élaboration des Plans cancer s’affirment. La Ligue, outre ses quatre missions sociales, milite pour améliorer la vie quotidienne des personnes malades, avant, pendant et après la maladie, notamment via le retour à l’emploi et l’accès à un prêt bancaire.
Depuis 2015, la Ligue contre le cancer porte également un combat sur le prix des médicaments innovants anticancéreux afin de garantir l’accès de tous aux traitements de pointe.
L’année 2019 est également marquée par deux temps forts pour la Ligue contre le cancer. C’est d’abord la campagne de communication contre les bières ultra-fortes, sujet évoqué par le président Axel Kahn dès son élection, qui est mise en avant. La vente de ces bières est dénoncée comme étant un attentat contre la santé des jeunes et un piège tendu à ces derniers, créant une dépendance à l’alcool, à l’origine de nombreuses pathologies notamment cancéreuses. Toujours mue par sa volonté de promouvoir un mode de vie sain et de prévenir l’apparition des cancers par une bonne alimentation, la Ligue s’allie en novembre à deux organisations influentes dans les domaines de la distribution et de la grande consommation : Yuka et Foodwatch. Une campagne commune contre les nitrites ajoutés dans la charcuterie, substances classées « cancérogènes probables » par le CIRC et l’OMS est alors lancée. Ensemble, ils interpellent Agnès Buzyn, alors ministre des Solidarités et de la Santé et lancent une pétition qui obtient plus de 150 000 signatures en seulement une semaine.
Le 14 mars 2018, la Ligue contre le cancer fête ses 100 ans à la Cité des sciences et de l’industrie.
Début 2020, lors de la pandémie de Covid-19, la Ligue lance une campagne de mobilisation contres les pénuries de médicaments anticancéreux.
Lors de la Journée mondiale contre le cancer du 4 février 2025, la Ligue contre le cancer publie un manifeste composé de 10 recommandations, soumis au président de la République, Emmanuel Macron, pour agir contre les inégalités face à la maladie.
Dès le 9 juillet 2025, la Ligue contre le cancer publie une réaction qui déplore l’adoption définitive de la loi Duplomb, en particulier la réintroduction de l’acétamipride, pesticide interdit depuis 2018 et considéré potentiellement cancérogène.

### Identité visuelle

Logo de la Ligue de 2000 à 2018.
Logo de la Ligue depuis novembre 2018.
Logo de la Ligue depuis novembre 2024

### Liste des présidents successifs de la Ligue contre le cancer
| Période   | Président          | Qualité | Portrait |
| --------- | ------------------ | --- | -------- |
| 1918-1956 | Justin Godart      | Fondateur et président de la Ligue contre le cancer de 1918 à 1956, fondateur de l’Union internationale contre le cancer (UICC). Docteur en droit, avocat, ancien ministre, membre de l’Académie de médecine |          |
| 1957-1971 | Antoine Lacassagne | Cancérologue, professeur au Collège de France et membre de l’Académie de médecine |          |
| 1971-1981 | Roger Gaspard      | Ingénieur, directeur de cabinet de Paul Ramadier, directeur de l’Électricité au ministère de la Production industrielle, puis président d'EDF                                                                |          |
| 1981-1991 | Pierre Guillaumat  | Ancien ministre des armées, de l'Éducation nationale. Ministre de l'énergie atomique, de la recherche et de la fonction publique, Président d'EDF et premier président d'Elf Aquitaine                       |          |
| 1991-1998 | Gabriel Pallez     | Inspecteur des finances, président du Crédit commercial de France, directeur général de l’AP-HP |          |
| 1998-2007 | Henri Pujol        | Cancérologue, membre de l’Académie de chirurgie |          |
| 2007-2010 | Francis Larra      | Cancérologue, président du comité technique régional des experts en cancérologie, de la Société française de psycho-oncologie, de l’European association for cancer education.                               |          |
| 2010-2012 | Gilbert Lenoir     | PU-PH, chercheur, directeur de la recherche à l'Institut Gustave-Roussy), membre de l’Académie des sciences                                                                                                  |          |
| 2012-2019 | Jacqueline Godet   | Professeur de génétique à l'université Claude Bernard Lyon 1, ancienne directrice du département des sciences du CNRS.                                                                                       |          |
| 2019-2021 | Axel Kahn          | Médecin généticien, chercheur et essayiste français. |          |
| 2021-2024 | Daniel Nizri       | Médecin cancérologue. |          |
| 2024 -    | Philippe Bergerot  | Médecin cancérologue radiothérapeute. |          |

## Domaines d'intervention

### Prévenir pour protéger
La Ligue contre le cancer met en place, sur l’ensemble du territoire et sous différentes formes, des actions de prévention et de sensibilisation aux dépistages par :
- la diffusion de campagnes pédagogiques sur le tabac, l’alcool, l’alimentation, l’activité physique, l’exposition solaire[14], notamment dans les établissements scolaires ou public ;
- la promotion des dépistages des cancers du côlon-rectum, de l’utérus ou du sein. Plus un cancer est dépisté tôt, plus les chances de guérison sont importantes.

### Accompagner pour aider
La Ligue contre le cancer propose des services adaptés aux besoins des personnes malades et à leurs proches dans des espaces Ligue dédiés et animés par les comités départementaux :
- accompagnement en soins de support[16] : soins socio-esthétiques, activités physiques adaptées, conseils en nutrition, soutien psychologique, etc. ;
- accompagnement social : visites, aides aux démarches administratives, aides financières, appui à la réinsertion professionnelle.

### Financer la recherche
La Ligue contre le cancer participe au financement de la recherche en cancérologie. 

## Structure
La Ligue est constituée de 103 comités départementaux régis par la loi de 1901 et regroupés autour d'une fédération possédant un siège national situé au 14 de la rue Corvisart, dans le 13e arrondissement de Paris.

### Comités départementaux
Les 103 comités départementaux de la Ligue ont pour mission de relayer les actions de la Ligue.

### Instances dirigeantes
Une assemblée générale ordinaire est annuellement organisée. Elle est essentiellement composée de représentants des comités départementaux. Ces derniers bénéficient d'un droit de vote, proportionnel au nombre d’adhérents présents dans leur département, qui leur permet de déterminer les principaux textes d'orientation de l'association et de désigner les membres du conseil d'administration de la fédération.
Le conseil d'administration de la Ligue est composé de trente membres et est présidé par Philippe Bergerot depuis juin 2024.

## Financement

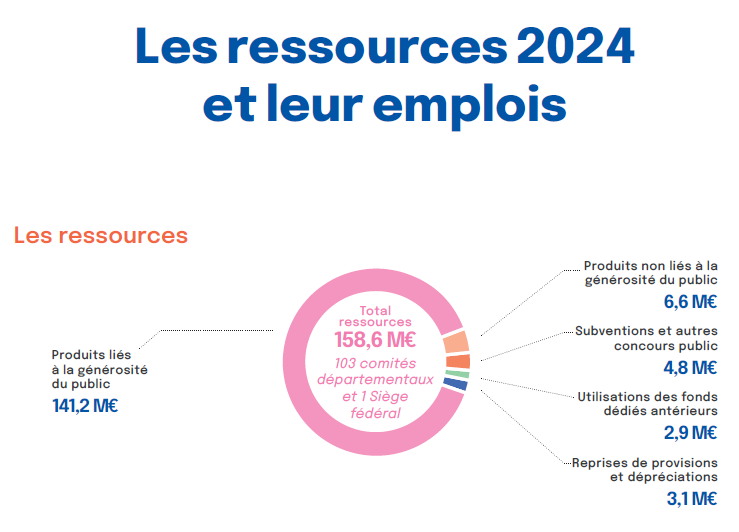
Les ressources 2024 de la Ligue contre le cancer

Le financement de la Ligue nationale contre le cancer est essentiellement basé sur la générosité du public avec les dons et les legs qu'elle reçoit, puisque 96 % du total de ses ressources en provient. La Ligue contre le cancer et les 103 comités départementaux qui la composent sont agréés par le Don en confiance dont la vocation est de « promouvoir la transparence et la rigueur de la gestion ».
En 2024, la Ligue a consacré :
- 48,4 millions d’euros dans la recherche sur le cancer (soutien à la recherche fondamentale, à la recherche clinique, aux jeunes chercheurs et financement) ;
- 36,6 millions d’euros pour améliorer la qualité de prise en charge des malades et de leur entourage (aides sociales aux personnes, amélioration de la qualité de vie des malades à l’hôpital, acquisition d’équipements de diagnostic et de traitement) ;
- 13 millions d’euros dans l’information, la prévention et la promotion du dépistage ;
- 2,5 millions d'euros dans mobilisation de la société et des politiques de santé.